# Gioan La San
Gioan La San (tiếng Pháp: Jean-Baptiste de La Salle; 30 tháng 4 năm 1651 - 7 tháng 4 năm 1719) là một linh mục, nhà cải cách giáo dục, và là người sáng lập ra Dòng Sư Huynh Các Trường Công giáo hay còn gọi là Dòng La San. Ông được Giáo hội Công giáo Rôma tôn làm thánh và quan thầy của các giáo viên, giáo chức. Ông cũng được coi là người sáng lập ra mô hình trường trung học Công giáo đầu tiên.

## Tiểu sử

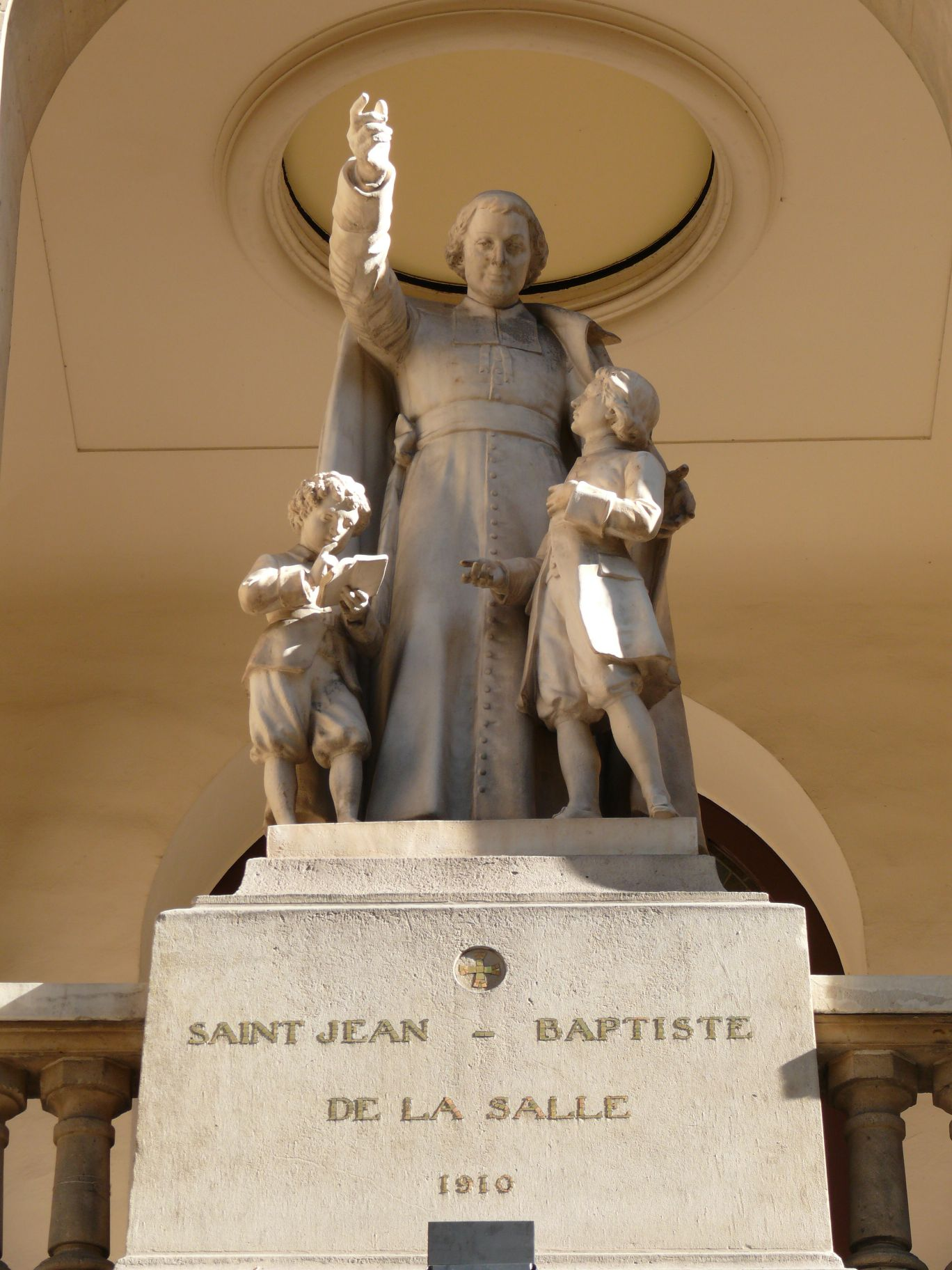
Tượng tại Nhà thờ Saint Jean-Baptiste de La Salle, Paris, Pháp

Gioan La San sinh ngày 30 tháng 4 năm 1651 tại Rheims (Pháp) trong một gia đình giàu có và quyền thế. Năm 11 tuổi, Gioan nhận lễ cạo đầu (một tập tục cổ của Pháp) và hoàn thiện các bí tích căn bản tại Nhà thờ Đức Bà Reims khi 15 tuổi. Khi cha mẹ sớm qua đời, Gioan phải đảm nhận việc quản lý các vấn đề của gia tộc. Tuy vậy, Gioan vẫn hoàn thành việc nghiên cứu thần học và được thụ phong linh mục năm 26 tuổi vào ngày 9 tháng 4 năm 1678. Hai năm sau, ông nhận được học vị tiến sĩ thần học.
Mặc dầu được bổ nhiệm làm kinh sĩ - một chức vụ danh dự trong nhà thờ chính tòa Đức Bà Reims, Gioan Lasan lại bị thu hút đặc biệt vào việc phục vụ các trẻ thơ bất hạnh, khó khăn trong những xóm nghèo. Với sự giúp đỡ của một số người hảo tâm, Gioan bắt đầu mở trường dạy cho trẻ em nghèo. Ông dạy chữ và dạy cung cách sống theo gương mẫu Kitô giáo. Công việc của Gioanđã thu hút một số thanh niên tình nguyện theo ông phục vụ trẻ thơ. Với nhóm thanh niên này, ông đã dần dần huấn luyện họ thành những sư huynh tiên khởi, đặt nền tảng cho Dòng Sư Huynh Các Trường Công giáo ngày nay.